# Ernst Erichsen
Ernst Erichsen (* 18. Juni 1899 in Ahneby; † 20. Oktober 1966 in Husum) war ein Studienrat, Historiker und Schriftsteller.

## Leben als Lehrer
Ernst Erichsen war ein Sohn des Bauern und Reepschlägers Johannes Erichsen (1861–1943) und dessen Ehefrau Margarethe, geborene Christiansen, (* 1866 in Böel-Möllmark; † 1954). Nach einem Besuch der Volksschule in Ahneby und einer Präparandenanstalt in Barmstedt lernte er am Lehrerseminar in Uetersen. Während des Ersten Weltkriegs leistete er eineinhalb Jahre Kriegsdienst und unterrichtete danach drei Jahre in Sörup.
Erichsen legte die 2. Lehrerprüfung ab und begann 1923 ein Studium in Deutsch, Geschichte und Geographie. Die meiste Zeit des Studiums verbrachte er an der Universität Kiel sowie jeweils ein Semester an Universitäten in Hamburg und Wien. 1927 promovierte er bei Otto Brandt über „Die deutsche Politik des Grafen Beust im Jahre 1870“. Er legte die Staatsprüfung für das Lehramt an höheren Schulen ab und arbeitete danach als Studienreferendar in Königsberg und Kiel sowie als Studienassessor in Plön und Wyk.
Von 1931 bis 1935 hatte Erichsen Bildungsurlaub, den er für Forschungen nutzte. Danach arbeitete er vorübergehend an einer Volksschule in Linden. Ostern 1938 wechselte er an die Theodor-Storm-Schule in Husum, wo er im selben Jahr Studienrat wurde. Er galt als leidenschaftlicher Lehrer, der in allen Dienstjahren keine einzige Unterrichtsstunde ausfallen ließ.
Erichsen war seit dem 12. Juli 1935 verheiratet mit Christiane Dethleffsen (* 14. Januar 1904; † 17. Juni 1971), deren Vater Peter Dethleffseen einen Hof auf Freesmark besaß. Das Ehepaar hatte drei Söhne und eine Tochter.

## Leben als Historiker
Erichsen forschte umfangreich und beschrieb dabei 1932 umfassend die Schulgeschichte Norderdithmarschens. Als Nebenprodukt dieser Arbeiten schrieb er ein Jahr später eine Monographie über Klaus Groths Aufenthalt in der Heide. Bis 1939 verfasste er drei pädagogische Broschüren, zwölf Zeitschriftenaufsätze und 54 Zeitungsartikel zur Schulgeschichte und Heimatkunde. Während des Zweiten Weltkriegs musste er diese Arbeiten unterbrechen.
Von 1950 bis Lebensende setzte Erichsen seine Forschungen fort. Während der Ferien hielt er sich im Schleswig-Holsteinischen Landesarchiv in Schleswig auf. Mit Hilfe der dort gewonnenen Erkenntnisse schrieb er zu Hause umfangreiche Texte und kurze Aufsätze. Neben Studien zur Schulgeschichte beschäftigte er sich in größerem Umfang mit der Historie des Armen- und Bettelwesens in Schleswig-Holstein in der ersten Hälfte des 19. Jahrhunderts.
Von 1950 bis 1967 schrieb er ungefähr 120 Aufsätze, die in Monatsheften, Jahrbüchern, Zeitschriften, Festschriften, Sammelwerken, Jahrbüchern und Kalendern erschienen. Hinzu kamen 600 Artikel für Tageszeitungen im Landesteil Schleswig. Darin behandelte er Volkskunde und Sozialgeschichte von Angeln, Schleswig und Husum, der schleswigschen Geest und Nordfrieslands.